# ام عیسی بنت موسی هادی
ام عیسی بنت موسی هادی (به عربی: أم عيسى بنت موسى الهادي) شاهدخت عباسی، دختر  خلیفه عباسی هادی، برادرزاده هارون الرشید و همسر اول هفتمین خلیفه عباسی مأمون بود.